# José Perez Pombal Jr.
José Perez Pombal Jr. est un herpétologiste brésilien, né en 1966.
Diplômé de l'Universidade Estadual Paulista Júlio de Mesquita Filho, Il travaille au Museu Nacional da Universidade Federal do Rio de Janeiro.

## Taxons nommés en son honneur
- Brachycephalus pombali Alves, Ribeiro, Haddad & Reis, 2006
- Rhinella pombali (Baldissera, Caramaschi & Haddad, 2004)
- Hypsiboas pombali (Caramaschi, Pimenta & Feio, 2004)

## Quelques taxons décrits
- Aparasphenodon bokermanni
- Bokermannohyla luctuosa
- Brachycephalus alipioi
- Brachycephalus pernix
- Brachycephalus vertebralis
- Crossodactylus caramaschii
- Dendropsophus cruzi
- Dendropsophus haddadi
- Holoaden pholeter
- Hylodes amnicola
- Hylodes heyeri
- Hylodes sazimai
- Hylodes uai
- Megaelosia apuana
- Paratelmatobius cardosoi
- Paratelmatobius mantiqueira
- Phyllomedusa tetraploidea
- Scinax centralis
- Scinax curicica
- Scinax hiemalis
- Scinax jureia
- Scinax littoralis
- Scinax perereca
- Trachycephalus lepidus

## Référence biographique et bibliographie
- (port) CV pro

Pombal est l’abréviation habituelle de José Perez Pombal Jr. en zoologie.

Consulter la liste des abréviations d'auteur en zoologie ou la liste des taxons zoologiques assignés à cet auteur par ZooBank